# Ayumu Goromaru
Ayumu Goromaru (五郎丸 歩 Gorōmaru Ayumu?,  Fukuoka, 1 de marzo de 1986) es un jugador de rugby japonés en la posición de zaguero para Yamaha Júbilo en la Top League japonesa, así como para los Queensland Reds en el Super Rugby, y es internacional con la selección de rugby de Japón.

## Carrera
Goromaru hizo su debut internacional contra Uruguay en Montevideo el 16 de abril de 2005 a los 19 años de edad y ha sido el segundo jugador más joven de todos los tiempos que ha jugado por Japón (es ahora el tercero más joven). Después de su segundo partido, contra Rumanía, donde logró un ensayo The Japan Times lo llamó la "cara del futuro" y fue uno de los jóvenes jugadores japoneses más valorados. Sin embargo, después de solo otros dos test matches aquel año fue descartado cuando Jean-Pierre Élissalde reemplazó a Mitsutake Hagimoto como entrenador en junio de 2005. No volvió al equipo hasta cuatro años después, en 2009, cuando John Kirwan era entrenador, pero aun así no logró consolidar una plaza de titular en el equipo y no entró en los planes de Kirwan para la Copa Mundial de Rugby de 2011.
Cuando Eddie Jones asumió el cargo de entrenador después de la Copa Mundial, Goromaru fue recuperado para tener una tercera oportunidad en la selección 18 meses después de su último partido internacional. Había mostrado un buen estado de forma con Yamaha Júbilo donde era el máximo puntuador en el Top League y fue escogido en el equipo de la temporada.
En su vuelta al rugby internacional consiguió 62 puntos en sus primeros dos partidos contra Kazajistán y los Emiratos Árabes Unidos e impresionó en ataque, consiguiendo cuatro ensayos al tiempo que contribuía a la creación de ensayos por otros. Consiguió finalmente consolidar su lugar en el equipo jugando todos los partidos de Japón del año 2012, y acabó como el mayor puntuador del años, con 158 en nueve partidos. En noviembre de 2012, su pateo demostró ser crucial para las primeras victorias de Japón en Europa, contra Rumania y Georgia cuando hizo 36 puntos en dos partidos.
En la temporada 2012/2013, Goromaru fue de nuevo quien obtuvo más puntos en la Top League y escogido para el equipo de la temporada por segundo año consecutivo. En el primer partido internacional de Japón del año 2013, Goromaru logró 36 puntos en un partido contra Filipinas el tercer puesto absoluto en número de puntos conseguido por un jugador japonés en un partido y el mayor en el rugby internacional en siete años.
Sin embargo, un bajón de forma siguió al comienzo de la Pacific Nations Cup de 2013. Perdió una oportunidad histórica de derrotar a Gales en el primer test de su serie en junio de 2013. Sin embargo, se recuperó inmediatamente y logró un acierto del 100% en el pateo lo que hizo que le escogieran "hombre del partido" en el segundo test match contra Gales, cuando Japón consiguió vencerlos.
Goromaru fue decisivo en la histórica victoria de Japón sobre Sudáfrica en la Copa Mundial de Rugby de 2015, logrando 24 puntos (un ensayo, dos conversiones, cinco golpes de castigo), un partido ampliamente considerado como la derrota más sorpresiva de la historia del rugby. En el segundo partido, contra Escocia, anotó gracias a la conversión del ensayo de Lelei Amanaki Mafi y un golpe de castigo, pero no pudo evitar la derrota de su equipo 10-45. En el tercero, contra Samoa, contribuyó a la victoria japonesa 26-5, con su acierto a la hora de tirar a palos: dos conversiones y cuatro golpes de castigo; fue escogido "Hombre del partido" (Man of the Match). Goromaru puntuó en la victoria de su equipo sobre Estados Unidos 28-18, convirtiendo dos ensayos y pasando tres golpes de castigo, con lo que cerraba su participación en la Copa Mundial con un acierto del más del 80% en sus tiros a palos. De nuevo, en este último partido, fue elegido por el público como man of the match.